# Tanja Dzjahileva
Tacjana Dzjahileva, detta Tanja (in bielorusso Тацяна (Таня) Дзягілева?, in russo Татьяна (Таня) Дягилева?; Vicebsk, 4 giugno 1991), è una supermodella bielorussa.

## Carriera
Tanja Dzjahileva inizia a lavorare come modella nel 2006, quando sfila alle Settimane della Moda primavera/estate di Parigi e Milano per alcune maison, tra le quali Chanel e Prada. Da quel momento la sua carriera ha una rapida ascesa, soprattutto sulla passerella: nel 2008 partecipa a più di 100 sfilate, tra le quali Armani, Christian Dior, Dolce & Gabbana, Dsquared², Roberto Cavalli, Missoni, Ralph Lauren, John Galliano, Karl Lagerfeld, Valentino, Versace, Yves Saint Laurent.
È comparsa sulle copertine di Vogue (Giappone, Russia e UK), Muse, Street #195 e Numero.
Per le caratteristiche del suo viso viene definita una "bellezza elfica".

## Agenzie
- Elite Model Management - New York
- Storm Model Agency - Londra
- Marilyn Agency - Parigi
- Why Not Model Agency
- UNO Barcelona